# Матье, Милица Эдвиновна
Мили́ца Э́двиновна Матье́ (англ. Militza Matthieu; 12 (24) июля 1899, Санкт-Петербургская губерния — 8 апреля 1966, Ленинград) — советский египтолог, искусствовед и историк. Заслуженный деятель искусств РСФСР (1964).

## Биография
Дочь обрусевшего англичанина Эдвина Матье. Окончила женскую гимназию в Кронштадте, училась на Высших женских курсах в Петрограде. В университете слушала лекции Б. А. Тураева, В. В. Струве и Н. Д. Флиттнер.
С 1921 по 1965 годы работала в Эрмитаже. Преподавала в Ленинградском университете, на факультете теории и истории изобразительного искусства Института живописи, скульптуры и архитектуры имени Репина. Доктор исторических наук (1945), профессор (с 1947 года).
Изучала религию и искусство Древнего Египта. Принимала участие в издании древнеегипетских и коптских памятников из собрания Эрмитажа. При исследовании египетской мифологии во многом следовала теории Дж. Фрэзера об «умирающем и воскресающем боге». Автор фундаментального труда «Искусство древнего Египта» (1961). Выдвинула гипотезу о правильном порядке чтения «Текстов пирамид». В предисловии к её книге «День египетского мальчика» упоминается, что ни разу не была в Египте.
Автор более 80 работ, среди которых книги, переведённые на многие языки. Кроме важнейших исследований, связанных с собственно вопросами искусства, внесла серьёзный вклад и в разработку проблем древнеегипетской религии, в частности заупокойного ритуала. С 1947 года — заведующая отделом Древнего Востока Государственного Эрмитажа.
Похоронена на Серафимовском кладбище (1 уч.).

## Семья
Первый муж — африканист Дмитрий Алексеевич Ольдерогге (1903—1987); второй брак с египтологом Исидором Менделевичем Лурье (1903—1958).

## Публикации

#### Отдельные издания
- Матье М. Э., Шолпо Н. А. Настоящее, прошедшее и будущее календаря. Л., 1931. 45 с. 15000 экз.
- Что читали египтяне 4000 лет тому назад. Л., 1934. 80 с. 3000 экз. (2-е изд.: Л., 1936. 116 с. 15000 экз.)
- Матье М. Э., Ляпунова К. С. Греко-римский и византийский Египет: Путеводитель по выставке. Л.: Государственный Эрмитаж, 1939. 60 с. 1500 экз.
- Мифы древнего Египта. Л.: Государственный Эрмитаж, 1940. 116 с. 5000 экз. (2-е изд., доп., под названием: Древнеегипетские мифы. (Исследование и переводы текстов с комментариями). М.-Л.: Издательство АН СССР, 1956. 173 с. 10000 экз.)
- И. М. Лурье, К. С. Ляпунова, М. Э. Матье, Б. Б. Пиотровский, Н. Д. Флиттнер Очерки по истории техники Древнего Востока / Под ред. акад. В. В. Струве. — М., Л. : Изд-во Акад. наук СССР, 1940. — 352 с.
- Искусство Среднего царства. Л.: Государственный Эрмитаж, 1941. 98 с. (История искусства Древнего Востока. Т.1. Древний Египет. Вып.2).
- Фиванское искусство XXI—XV веков: Тезисы к дисс. … д.и.н. Л., 1945.
- Искусство Нового царства 16-15 вв. до н. э. Л.: Государственный Эрмитаж, 1947. 171 с. 5000 экз. (История искусства Древнего Востока. Т.1. Древний Египет. Вып.3).
- Хрестоматия древнеегипетских иероглифических текстов/ Сост. М. Э. Матье. Л., 1948. 78 с. (Литогр. изд.)
- Матье М. Э., Ляпунова К. С. Художественные ткани коптского Египта. М.-Л.: Искусство, 1951. 232 с. 2000 экз.
- Искусство древнего Египта. М.: Искусство, 1958. 212 с. 8000 экз. (Серия «Очерки истории и теории изобразительных искусств»). (2-е изд.: М., 1970. 198 с. 50000 экз.)
- Матье М. Э., Павлов В. В. (авт.-сост.). Памятники искусства древнего Египта в музеях Советского Союза. — М., 1958. — 136 с. — 5000 экз.
- Искусство древнего Египта. М.-Л.: Искусство, 1961. 591 с. 9000 экз. (2-е изд.: СПб.: Летний сад, 2001; 3-е изд.: СПб.: Коло; Университетская книга, 2005. 576 с. 1500 экз.)
- Во времена Нефертити. Л.-М.: Искусство, 1965. 180 с. 35000 экз.
- Лапис И. А., Матье М. Э. Древнеегипетская скульптура в собрании Государственного Эрмитажа: Материалы и исследования. — М.: Наука, 1969. — 153 с. — (Культура народов Востока). — 12 600 экз.
- Избранные труды по мифологии и идеологии Древнего Египта / Сост. А. О. Большаков. М.: Восточная литература, 1996. 325 с. 2000 экз. (Серия «Исследования по фольклору и мифологии Востока»). (zip-архив)

#### Статьи
- Матье М. Э. Религия египетских бедняков // Религия и общество — Л.: «Сеятель», 1926. — С. 29—39.
- Matthieu M. Some Scarabs from the South of Russia // «Ancient Egypt» — 1926 Sep. — pt. III — P. 68—69.
- Matthiew-Olderogge Μ. Zum Ausdruck 𓅓𓄿𓏏𓅱𓀜𓁷𓏤𓎡 in dem Papyrus № 1115 der Eremitage // Доклады Академии Наук СССР, Серия В — 1928 — № 13 — С. 291—292.
- Матье М. Э. Эрмитажная статуя писца Маани-Имен // Известия Государственной академии истории материальной культуры имени Н.Я.Марра. Т.9, Вып.3 — Л., Типография АН СССР, 1931 — С. 1—9.
- Матье М. Э. Тексты пирамид – заупокойный ритуал (о порядке чтения «Текстов пирамид») // ВДИ — 1948 — № 4 (22) — С. 30—56.
- Матье М. Э. О периодизации истории амарнского искусства // ВДИ — 1953 — № 3 (45) — С. 212—223.
- Матье М. Э. Из истории семьи и рода в древнем Египте // ВДИ — 1954 — № 3 (49) — С. 45—75.
- Матье М. Э. Выставка культуры и искусства римского и коптского Египта в Государственном Эрмитаже // ВДИ — 1954 — № 3 (49) — С. 188.
- Матье М. Э. Хеб-сед (из истории древнеегипетской религии) // ВДИ — 1956 — № 3 (57) — С. 7—28.
- Матье М. Э. К проблеме изучения текстов пирамид // ВДИ — 1958 — № 4 (66) — С. 14—35.

#### Художественные произведения
- День египетского мальчика: Историческая повесть. М., Детгиз, 1954. 128 с. 30000 экз. (Также: М., 1956. 100000 экз.; Ставрополь, 1958. 100000 экз.; М., 1975. 143 с. 100000 экз.; переводы на армянский, латышский, литовский, киргизский, китайский и украинский языки).
- Кари, ученик художника: Историческая повесть. М., Детгиз, 1963. 166 с. 65000 экз.